# Jürgen Ganzer
Jürgen Ganzer (* 6. August 1950 in Potsdam) ist ein deutscher Komponist und Akkordeonist. Er ist Professor für Tonsatz und Instrumentation an der Hochschule für Musik „Hanns Eisler“ Berlin.

## Leben
Ganzer besuchte von 1965 bis 1969 die Hanns-Eisler-Spezialschule für Musik Berlin. Von 1969 bis 1975 studierte er Komposition bei Wolfram Heicking und Akkordeon bei Christine Boll und Hans Boll an der Hochschule für Musik „Hanns Eisler“ Berlin.
Er arbeitete als freiberuflicher Komponist, Lehrer, Korrepetitor und Arrangeur u. a. an der Volksbühne Berlin, dem Berliner Ensemble und Friedrichstadtpalast. Hierbei legte er sein Augenmerk auf Lieder, Chansons und Folklore. Er konzertierte ab 1979 im Akkordeon-Duo und in Weltmusik-Besetzungen. Ganzer komponierte elektronische Musik, Kammermusik, Film- (Die Wokrenterstraße, 1986), Theater- und Hörspielmusik. Er widmete sich dabei insbesondere der Gitarre und dem Akkordeon.
Von 1983 bis zur Wende war er Mitglied der Wettbewerbskommission der Zentralen Fachkommission Akkordeon der DDR. Im Jahr 1996 war er Jury-Vorsitzender des Internationalen Akkordeonwettbewerbs Coupe Mondiale der Confédération Internationale des Accordeonistes (CIA, IMC-UNESCO). Seit 1978 lehrt er an der Berliner Musikhochschule. Er wurde dort 1988 Dozent für Komposition und Tonsatz und 1993 Professor für Tonsatz und Instrumentation.

## Preise
- Erster Preis beim Akkordeonsolistenwettbewerb der DDR (1972)
- Kammermusikpreis beim Kompositionswettbewerb des Radioprogramms der Stimme der DDR (1972)
- Gewinner des Duo-Wettbewerbs beim Internationalen Akkordeonwettbewerb Klingenthal (1985, 1986)